# Sint-Joriskerk (Bredevoort)
De Sint-Joriskerk is een laatgotische kerk in het Gelderse Bredevoort, waarvan de fundamenten uit 1316 stammen. Bij het beleg van Bredevoort in 1597 door Prins Maurits is de oude (en grotere) kerk volledig afgebrand en zijn de gewelven ingestort. De Reformatie begon in Bredevoort met een verwoeste kerk.
De Grote of Sint-Joriskerk te Bredevoort is in eigendom van de lokale gemeente van de Protestantse Kerk in Nederland (PKN).

## Geschiedenis
De oudste fundamenten van deze kerk stammen uit 1316. Mogelijk was het gebouw in haar vroegste tijd een kasteelkapel. Na het beleg van 1597 en de verwoesting van de oude kerk werd in 1599 begonnen met de bouw van een nieuwe kerk in gotische stijl. Echter bij de Kruittorenramp in 1646 liep die kerk grote schade op. De verkleinde uitvoering kreeg in 1672 een rococo-preekstoel geschonken door kapitein Satink, met daarop zijn familiewapen. Ook de koperen lezenaar met daarop het wapen van het Heilige Roomse Rijk werd door hem geschonken. In 1662 was er al een organist in Bredevoort en in 1834 werd de kerk voorzien van een Naber-orgel. Kenmerkend voor deze kerk is daarnaast een zogenoemde 'boerenzolder'.

## Naam
De kerk dankt haar naam aan het schutspatroon van de borgmannen van Bredevoort, Sint Joris die de draak overwint. Op de toren staat daarom niet een weerhaan zoals gebruikelijk, maar Sint Joris met de draak.

## Restauratie

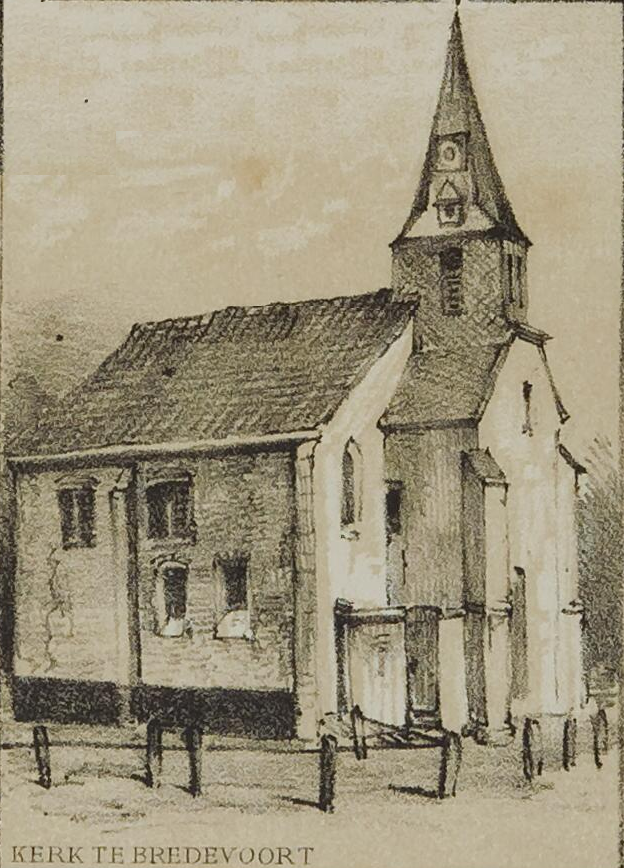
Sint-Joriskerk in de 19e eeuw, toen nog bepleisterd

Na het Beleg van Bredevoort (1597) was Bredevoort op enkele huizen na volledig afgebrand. Het jaar erop in 1598 richtten de Bredevoorters een verzoek aan de classis Zutphen om weer een nieuwe kerk te bouwen. Die van Bredeforts soln met request an desen quartier verzoekcken assistentie tott reaparatie hearder Kapellene. In 1599 kon men met de bouw beginnen. In 1639 werd de kapel vergroot en werd aan de noordzijde uitgebroken, en met dezelfde stenen werd de muur enkele meters verder weer opgetrokken. Later volgden uitbreidingen in de vorm van de boeren- en orgelzolder. De teksten die tegenwoordig leesbaar zijn waren lange tijd aan het oog onttrokken, pas in 1949 werd het plamuur verwijderd waardoor deze teksten aan het licht kwamen. Ook bij de restauratie van 1969 kwamen weer "nieuwe" teksten aan het licht uit 1640. Voor en tijdens de Franse tijd werden nog enkele renovaties uitgevoerd, waaronder een houten gewelf en een vloer van Bentheimer steen. Ook kreeg de kerk toen nieuwe banken en werd de vloer opgehoogd. In 1832 werden de kerkbanken wit geschilderd. In 1834 kreeg de kerk een nieuw orgel en werd de orgelzolder voorzien van een nieuwe betimmering. In 1849 wordt het plankenplafond vervangen door een kalkplafond. In1858 kwam er een uitbreiding in de vorm van een catechisatielokaal. Koning Willem III schonk hiervoor 200 gulden aan de kerk. In 1868 bleken de muren slecht en werden deze opnieuw bepleisterd. Deze pleisterlaag werd overigens weer verwijderd tijdens de restauratie van 1949. In 1869 werd de toren gerepareerd. In 1882 sloopte men vijf glas-in-loodramen om deze te vervangen door gietijzeren exemplaren. Drie jaar later werden ook twee gietijzeren exemplaren geplaatst op de boerenzolder. Datzelfde jaar werd ook het leisteen vervangen op het dak, en de Sint Joris windwijzer opnieuw van bladgoud voorzien. In 1889 werd het catechisatielokaal uitgebreid met een aanbouw. In 1894 werd er nog onderhoud gepleegd aan kerk en toren. In 1896 gevolgd door een grondige renovatie. De voorgevel werd onder handen genomen, deze kreeg nieuwe deuren, een rosetraam, twee gevelraampjes, en een ijzeren kruis op de gevel. De herinneringssteen is tegenwoordig aan de binnenzijde van de muur geplaatst van de orgelzolder. In 1920 werd de torenspits vernieuwd. Pas na de oorlog ging men over tot verantwoorde restauratie. Er werd 40% van het benodigde geld door de eigen gemeente bijeengebracht. De restauratie bleek al te noodzakelijk. Het gebouw stond letterlijk en figuurlijk op instorten. De reparatiekosten bedroegen die tijd fl 469.357,28 voor die tijd een enorm bedrag. Pas in 1967 kon de kerk weer in gebruik genomen worden en was toen ook voorzien van wijzerplaten met nachtverlichting. In 2006 werden de grafzerken en natuurstenen vloer gerestaureerd. De vloer was verzakt en in slechte staat en van de grafzerken bleken in een ver verleden (waarschijnlijk de Franse Tijd) een aantal op de kop gelegd. Die liggen inmiddels weer naar behoren. Tijdens de restauratie werd de bovenste zandlaag van ongeveer tien centimeter dikte verwijderd en gezeefd. Hierin werden verschillende vondsten gedaan zoals munten, menselijke resten, gebrandschilderd glas. Verder is er een steen gevonden van de Republiek der Zeven Verenigde Nederlanden. Er heeft een uitgebreid historisch onderzoek plaatsgevonden rondom de zerken, en daaruit bleek dat twee van de zerken die op de kop lagen van de Bredevoortse drost Wilhelm van Haersolte en zijn gezin waren, voormalige bewoners van het kasteel Bredevoort. Zij kwamen om het leven samen met bijna al hun kinderen tijdens de kruittorenramp in de 17e eeuw, alleen Anthony van Haersolte overleefde de ramp. Mevrouw Dorry van Haersolte bood samen met andere nazaten van Anthony in 2010 een bedrag van 3.000 euro aan de restauratiecommissie namens de familievereniging Haersolte.

## Klokken
De monumentale klepklok is afkomstig uit het jaar 1454 en werd in 1596 van het klooster Schaer geleend. Omdat het klooster werd vernietigd tijdens de belegering van 1597 is deze klok altijd blijven hangen. De brandklok is van 1644 en werd geschonken door Wilhelm van Haersolte tot Elsen. De luidklok is van 1731 en wordt volgens oude traditie dagelijks om 8.00 uur, 12:00 uur en 21:00 geluid. Om 8.00 uur gingen voorheen de stadspoorten open, en werden om 21:00 gesloten. Etenstijd was om 12:00. In 1942 kreeg de kerk een nieuw uurwerk. Het oude uurwerk uit 1666 is te bezichtigen in het museum Frerikshuus te Aalten. Dit uurwerk is net als de klepklok afkomstig van het klooster Schaer en werd in 1596 ter vervanging van een defect exemplaar geleend. In 1980 werd het kleine carillon weer herplaatst en bestaat uit drie klokjes.

## Bekijken
De Sint-Joriskerk is gratis te bezichtigen, wanneer de deur geopend is. Zes keer per jaar worden in de kerk de Sintjoris concerten gehouden met klassieke kamermuziek van middeleeuws tot modern. Er wordt daarbij geen vaste entree gevraagd, wel een vrijwillige bijdrage.

## Fotogalerij

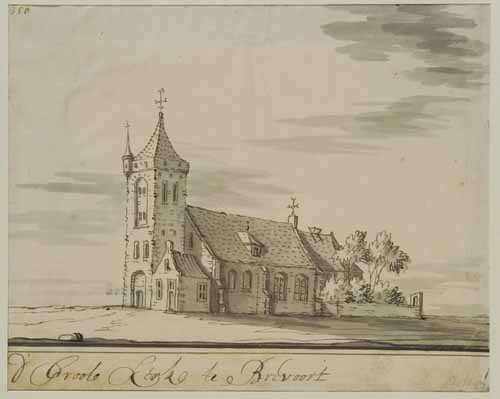
Oude kerk van Bredevoort?
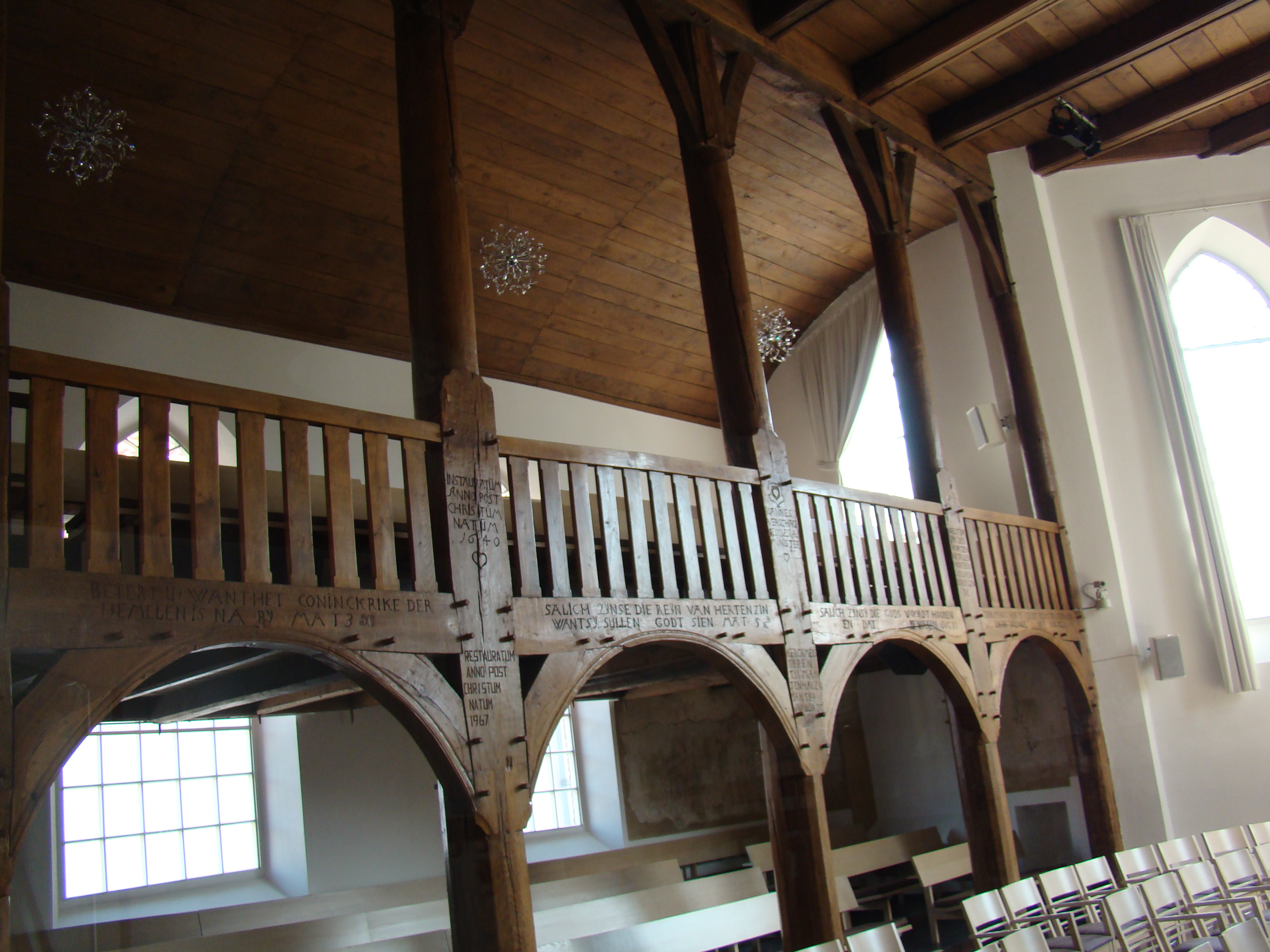
Boerenzolder
Kerkzegel
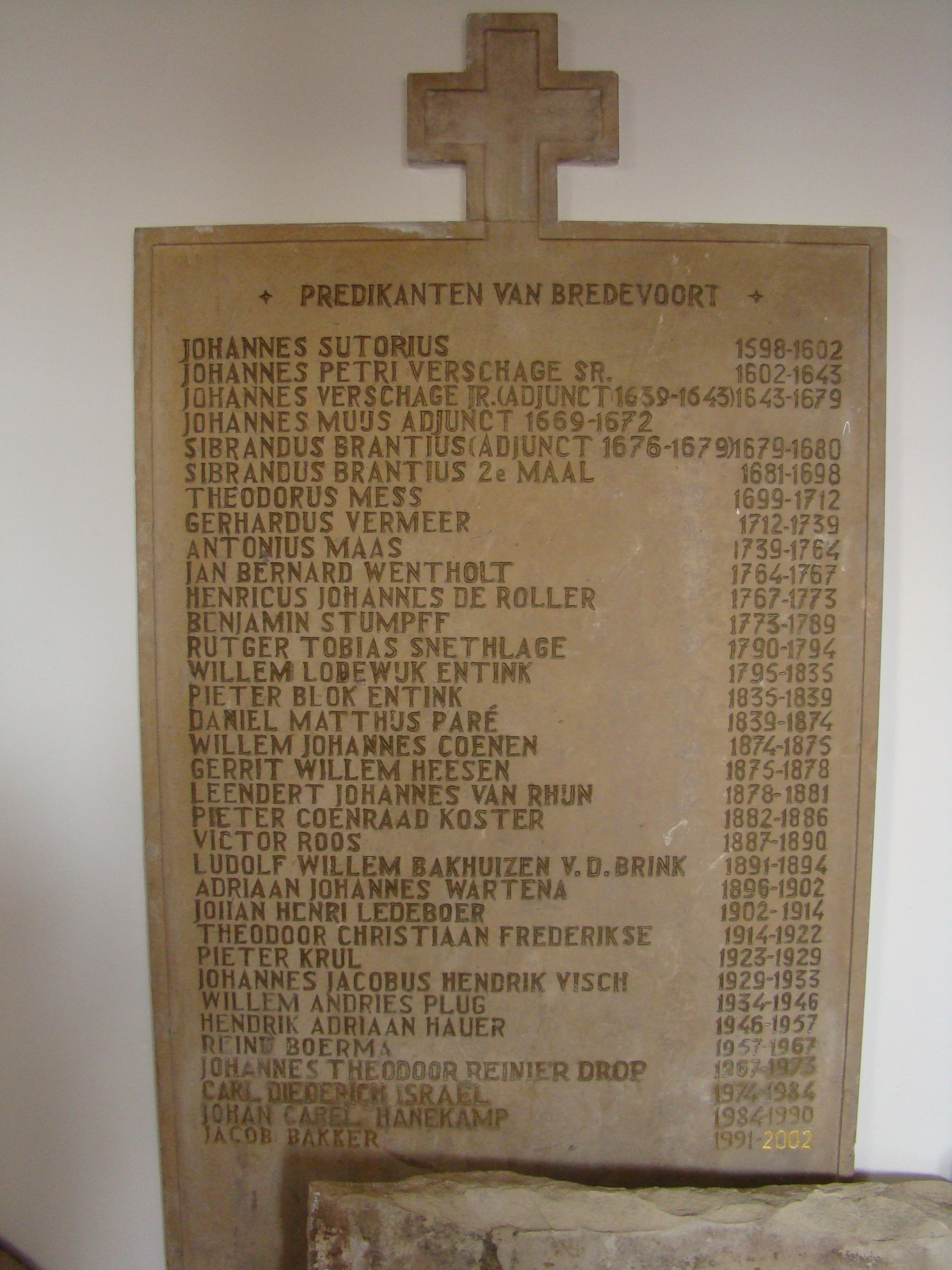
Predikanten sinds 1598
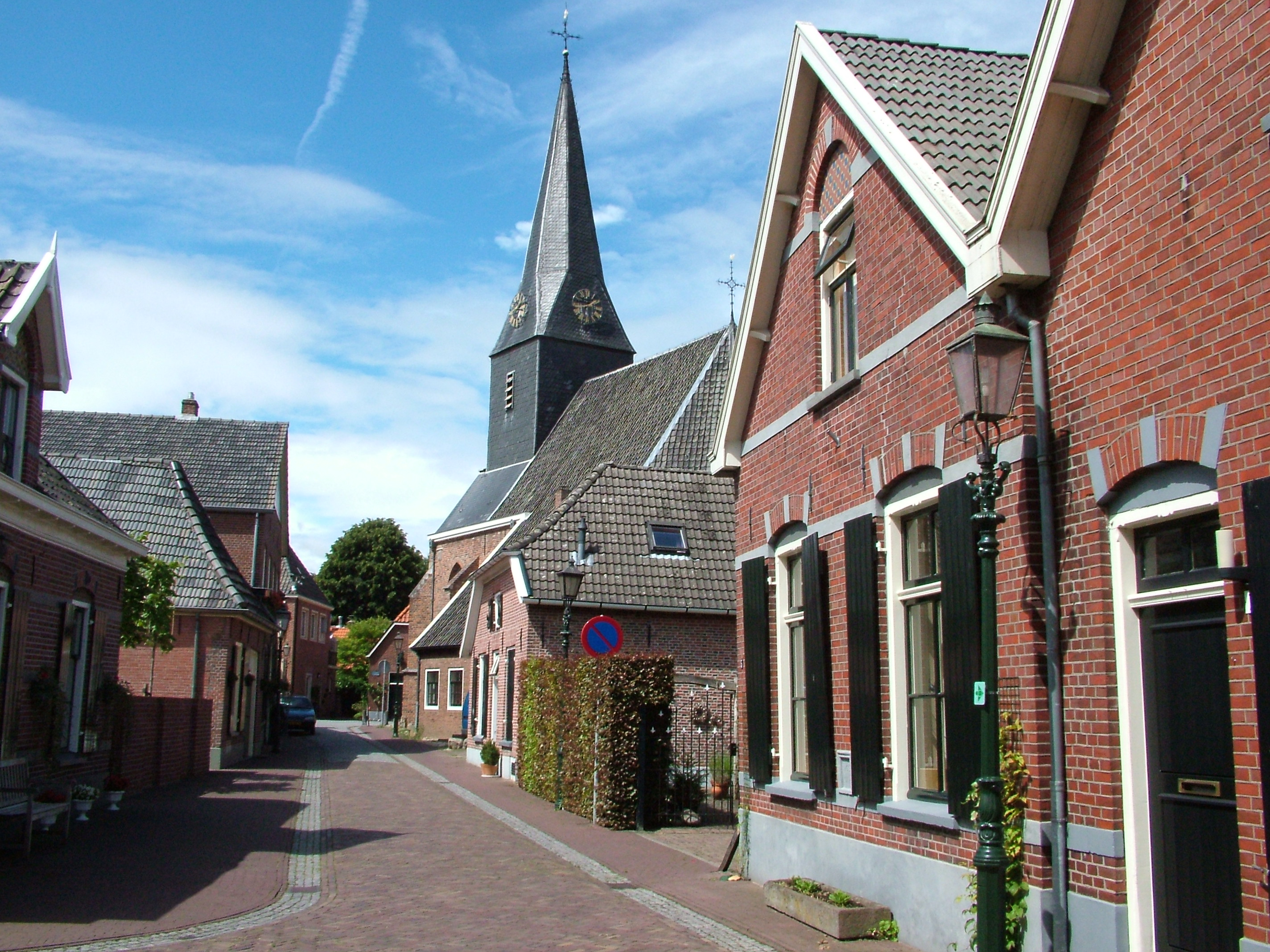
Sint-Joriskerk Bredevoort, gemeente Aalten